# Star Trek: Protostar
Star Trek: Protostar (în engleză Star Trek: Prodigy) este un serial science fiction animat de televiziune american creat de Kevin și Dan Hageman. Este al zecelea serial din franciza Star Trek și a debutat în 2021 ca parte a Universului Star Trek extins al lui Alex Kurtzman. Prodigy este primul serial Star Trek destinat publicului mai tânăr și primul serial al francizei realizat în întregime pe animație 3D. Serialul urmărește o grupă de tineri extratereștri în secolul 24 care găsesc nava abandonată Protostar.
Brett Gray, Ella Purnell, Jason Mantzoukas, Angus Imrie, Rylee Alazraqui și Dee Bradley Baker dublează tânărul echipaj al Protostar, cu Jimmi Simpson, Jameela Jamil, John Noble, Wil Wheaton, Robert Beltran, Robert Picardo și Kate Mulgrew de asemenea dublând pentru serial, cu Wheaton, Beltran, Picardo și Mulgrew întorcându-se din seriale anterioare Star Trek. Kurtzman a menționat un serial axat pe tineri prima dată în ianuarie 2019 și a fost confirmat o lună mai târziu. Frații Hageman au fost numiți creatori și showrunneri, iar Nickelodeon a comandat două sezoane din Prodigy în acest aprilie. Ben Hibon a fost anunțat ca regizor și lider creativ în august 2020. A fost dezvăluit în februarie 2021 că serialul o să aibă premiera pe Paramount+ înainte de difuzarea pe Nickelodeon. Serialul este produs de CBS Eye Animation Productions și Nickelodeon Animation Studio în asociere cu Secret Hideout, Roddenberry Entertainment și Brothers Hageman Productions.
Star Trek: Prodigy a avut premiera pe Paramount+ pe 28 octombrie 2021 și a început difuzarea pe Nickelodeon pe 17 decembrie. Primul sezon de 20 de episoade s-a încheiat în decembrie 2022. Serialul a fost anulat și scos de pe Paramount+ în iunie 2023 înainte ca al doilea sezon să poată fi lansat. Netflix a preluat serialul în acel octombrie și a lansat primul sezon în decembrie 2023. Al doilea sezon de 20 de episoade a fost lansat în Franța pe france.tv în martie 2024 și a fost lansat pe Netflix în iulie.
Premiera în România a fost pe 15 aprilie 2022 pe Nickelodeon și pe Nicktoons.

## Premisa
În 2383, cinci ani după întoarcerea navei USS Voyager pe Pământ la sfârșitul serialului Star Trek: Voyager, o echipă pestriță de tineri extratereștri găsesc o navă abandonată a Starfleet, USS Protostar, în colonia de închisoare Tars Lamora. Luând controlul asupra navei, ei trebuie să învețe să lucreze împreună în timp ce își croiesc drumul de la Cuadrantul Delta la Cuadrantul Alfa.

## Distribuție
- Brett Gray - Dal R'El
- Ella Purnell - Gwyn
- Jason Mantzoukas - Jankom Pog
- Angus Imrie - Zero
- Rylee Alazraqui - Rok-Tahk
- Dee Bradley Baker - Murf
- Jimmi Simpson - Drednok
- Jameela Jamil - Asencia
- John Noble - Ilthuran/Ghicitorul
- Wil Wheaton - Wesley Crusher
- Robert Beltran - Chakotay
- Robert Picardo - Doctorul
- Kate Mulgrew - Kathryn Janeway

## Episoade
| Premiera originală | Premiera în România | N/o | Titlu român                     | Titlu englez                 |
| ------------------ | ------------------- | --- | ------------------------------- | ---------------------------- |
|                    |                     |     |                                 |                              |
| PRIMUL SEZON       |                     |     |                                 |                              |
|                    |                     |     |                                 |                              |
| PRIMA PARTE        |                     |     |                                 |                              |
|                    |                     |     |                                 |                              |
| 28.10.2021         | 15.04.2022          | 01  | Pierdută și găsită              | Lost and Found               |
| 28.10.2021         | 15.04.2022          | 02  | Pierdută și găsită              | Lost and Found               |
| 04.11.2021         |                     | 03  | Starstruck                      | Starstruck                   |
| 11.11.2021         |                     | 04  | Capcana viselor                 | Dream Catcher                |
| 18.11.2021         |                     | 05  | Terror Firma                    | Terror Firma                 |
| 06.01.2022         |                     | 06  | Kobayashi                       | Kobayashi                    |
| 13.01.2022         |                     | 07  | Primul Înșelă-tact              | First Con-tact               |
| 20.01.2022         |                     | 08  | Timp bezmetic                   | Time Amok                    |
| 27.01.2022         |                     | 09  | O stea morală                   | A Moral Star                 |
| 03.02.2022         |                     | 10  | O stea morală                   | A Moral Star                 |
|                    |                     |     |                                 |                              |
| A DOUA PARTE       |                     |     |                                 |                              |
|                    |                     |     |                                 |                              |
| 27.10.2022         |                     | 11  | Azil                            | Asylum                       |
| 03.11.2022         |                     | 12  | Nu deranja Borg-ului adormit    | Let Sleeping Borg Lie        |
| 10.11.2022         |                     | 13  | Toată lumea e o scenă           | All the World's a Stage      |
| 17.11.2022         |                     | 14  | Răspântii                       | Crossroads                   |
| 24.11.2022         |                     | 15  | Mascaradă                       | Masquerade                   |
| 01.12.2022         |                     | 16  | Preludii                        | Preludes                     |
| 08.12.2022         |                     | 17  | Entitatea                       | Ghost in the Machine         |
| 15.12.2022         |                     | 18  | Căile minții                    | Mindwalk                     |
| 22.12.2022         |                     | 19  | Supernovă                       | Supernova                    |
| 29.12.2022         |                     | 20  | Supernovă                       | Supernova                    |
|                    |                     |     |                                 |                              |
| AL DOILEA SEZON    |                     |     |                                 |                              |
|                    |                     |     |                                 |                              |
| PRIMA PARTE        |                     |     |                                 |                              |
|                    |                     |     |                                 |                              |
| 01.07.2024         | 17.08.2024          | 21  | Curajoșii                       | Into The Breach              |
| 01.07.2024         | 17.08.2024          | 22  | Curajoșii                       | Into The Breach              |
| 01.07.2024         | 17.08.2024          | 23  | Cine salvează salvatorii?       | Who Saves The Saviors?       |
| 01.07.2024         | 17.08.2024          | 24  | Mecanica temporală 101          | Temporal Mechanics 101       |
| 01.07.2024         | 17.08.2024          | 25  | Paradoxul observatorului        | Observer's Paradox           |
| 01.07.2024         | 17.08.2024          | 26  | Sindromul impostorului          | Imposter Syndrome            |
| 01.07.2024         | 17.08.2024          | 27  | Rapizi și curioși               | The Fast And The Curious     |
| 01.07.2024         | 17.08.2024          | 28  | Nu există adevăr în frumusețe?  | Is There In Beauty No Truth? |
| 01.07.2024         | 17.08.2024          | 29  | Devoratorul tuturor lucrurilor  | The Devourer Of All Things   |
| 01.07.2024         | 17.08.2024          | 30  | Devoratorul tuturor lucrurilor  | The Devourer Of All Things   |
|                    |                     |     |                                 |                              |
| A DOUA PARTE       |                     |     |                                 |                              |
|                    |                     |     |                                 |                              |
| 01.07.2024         | 17.08.2024          | 31  | Ultimul zbor al navei Protostar | Last Flight Of The Protostar |
| 01.07.2024         | 17.08.2024          | 32  | Ultimul zbor al navei Protostar | Last Flight Of The Protostar |
| 01.07.2024         | 17.08.2024          | 33  | Misiunea Tribble                | A Tribble Called Quest       |
| 01.07.2024         | 17.08.2024          | 34  | Oglinda spartă                  | Cracked Mirror               |
| 01.07.2024         | 17.08.2024          | 35  | Ascensiunea                     | Ascension                    |
| 01.07.2024         | 17.08.2024          | 36  | Ascensiunea                     | Ascension                    |
| 01.07.2024         | 17.08.2024          | 37  | Limita                          | Brink                        |
| 01.07.2024         | 17.08.2024          | 38  | Depășirea obstacolelor          | Touch Of Grey                |
| 01.07.2024         | 17.08.2024          | 39  | Ouroboros                       | Ouroboros                    |
| 01.07.2024         | 17.08.2024          | 40  | Ouroboros                       | Ouroboros                    |

## Legături externe
- Site web oficial
- Star Trek: Protostar la Internet Movie Database
- en Star Trek: Prodigy la Memory Alpha (site wiki pentru Star Trek)